# Juan Ramírez Orozco
Juan Nepomuceno Ramírez de Orozco y Gallardo (Badajoz; 1764 - Madrid, Imperio español; 1852) fue un militar y político español de larga actuación en el Ejército realista, durante la guerra de independencia hispanoamericana en el Alto Perú, y que llegó a ser comandante del Ejército español en esa región.

## La guerra en el Alto Perú
Nacido en Badajoz en 1764, era hijo de Ignacio Ramírez de Orozco y María Gallardo. Llegó al Perú muy joven, en 1784, se afincó en el país y entró a servir en la milicia colonial. Entre 1799 y 1809 fue gobernador de la provincia de Huarochiri, cercana a Lima, ese mismo año marchó al Alto Perú con el ejército del mariscal Vicente Nieto para reprimir la Revolución de Chuquisaca iniciando de esta manera su servicio en el ejército activo. A las órdenes del general José Manuel de Goyeneche, participó de la campaña militar que sofocó la revolución de La Paz. Fue ascendido a general y ocupó el cargo de comandante militar de La Paz.
Poco después fue nombrado comandante de Tupiza, y luego prestó servicios sobre el río Desaguadero. Evacuó la ciudad de Oruro después de la derrota realista en la batalla de Aroma, y combatió en la batalla de Huaqui como jefe de la división derecha. También mandó la vanguardia en la batalla de Amiraya, gracias a la cual fue tomada la ciudad de Cochabamba. Fue nombrado gobernador interino de Chuquisaca, cargo que incluía la presidencia de la Real Audiencia.
Después de la derrota de Salta, evacuó Chuquisaca por orden del nuevo comandante, general Joaquín de la Pezuela, y pasó a ser su jefe de Estado Mayor, virtualmente segundo jefe. Combatió en Vilcapugio y Ayohuma, victorias clave, y acompañó a Pezuela en la campaña a Salta. Constantemente hostigados por los gauchos de Luis Burela, Apolinario Saravia y Martín Miguel de Güemes, tuvieron que regresar al Alto Perú.

## La revolución en el Perú
En 1814 estalló la Rebelión del Cuzco, revolución dirigida por Mateo Pumacahua, gobernador de la provincia, que controló rápidamente los departamentos de Cuzco, Huamanga, Ica Puno, Arequipa y La Paz – capturada en septiembre de 1814. Sus éxitos se debían a que casi la totalidad del ejército realista del Perú estaba dividido entre Chile, el Alto Perú y el actual Ecuador. No habían prácticamente ejércitos españoles en el actual Perú, sino sólo milicias indisciplinadas, que en buen número se unieron a las fuerzas de Pumacahua.
Pezuela se jugó una carta peligrosa, y mandó casi la mitad de su ejército – 1.200 hombres – a atacar a los independentistas. En ese mismo momento, José de San Martín acababa de dejar el mando del Ejército del Norte de las Provincias Unidas, y todavía no había llegado su reemplazante, José Rondeau.
Ramírez Orozco comandó la campaña del ejército realista, que derrotó con facilidad a las indisciplinadas tropas indígenas al mando de Pinelo cerca de La Paz. Siguió su camino, recuperó la ciudad de Arequipa y venció a Pumacahua en la batalla de Umachiri, cerca de Cuzco. Pocos días después, tras ejecutar a Pumacahua, emprendió una rápida vuelta hacia el sur. De regreso, venció al cura Muñecas en Paucarcolla, cerca del Desaguadero.

## La victoria en el Alto Perú
Llegó a encontrarse con el ejército de Pezuela a mediados de octubre de 1815. El Ejército del Norte había ocupado Potosí y Chuquisaca, mientras los coroneles Arenales y Warnes ocupaban Cochabamba y Santa Cruz de la Sierra. La situación no podía ser más crítica, pero fue salvada por la ineptitud de los jefes independentistas: el coronel Martín Rodríguez, creyendo que la división que tenía Pezuela en Venta y Media – al mando del coronel Pedro Antonio Olañeta – era de solamente doscientos hombres, lanzó sobre ellos un ataque nocturno. Pero el ejército de Pezuela acababa de recibir los refuerzos de Ramírez, y Olañeta les propinó una seria derrota.
Dirigió buena parte en la definitoria batalla de Sipe Sipe (1815), que dejó definitivamente para los realistas todo el Alto Perú. Dirigió las sucesivas campañas de los ejércitos realistas, hasta que el Alto Perú quedó libre de fuerzas regulares de las Provincias Unidas, con las muertes de los coroneles Padilla y Warnes.
De la Serna lo nombró al mando de una expedición contra Jujuy en diciembre, llevando como segundo al coronel Olañeta. Capturaron en Yavi al coronel marqués de Yavi y siguieron su marcha, hasta ocupar Jujuy en enero. Mantuvo el control de la ciudad de Jujuy por varios meses, pero en ellos sus tropas no podían salir de la ciudad, pues eran derrotadas por las partidas de gauchos; fue lo que ocurrió en San Pedrito, Río Negro, Humahuaca, y por dos veces en los alrededores de la misma ciudad. Recién cuando llegó Pezuela, pudieron avanzar hasta ocupar Salta, pero solo para ser derrotados en el Bañado. De modo que Pezuela abandonó Jujuy y Salta en junio de 1817.
El 10 de abril de 1816, se recibió en el Alto Perú una Real Orden, nombrando a Pezuela virrey del Perú y a Ramírez Orozco como presidente de la Real Audiencia de Quito, cargo que incluía la gobernación de la provincia de ese nombre. Interinamente, sin embargo, y hasta que llegara su reemplazante, Ramírez asumió el mando del ejército realista del Alto Perú.

## Presidente de Quito
Entregaría el mando a José de la Serna el 12 de octubre, en Cotagaita, y partiría hacia Quito a mediados de noviembre, en momentos en que De la Serna lanzaba un nuevo ataque sobre Salta.
Fue presidente de la Real Audiencia de Quito entre 1817 y 1819. A fines de ese año regresó al Alto Perú.

## Última invasión a Salta
En febrero de 1820 reemplazó al brigadier José Canterac como comandante de las fuerzas españolas en el Alto Perú. De inmediato se dedicó a organizar una nueva invasión a Salta, y el 8 de mayo partía de Tupiza al mando de un ejército de 4.000 hombres. Avanzó sobre San Salvador de Jujuy, ocupando la ciudad el 28 de mayo y la ciudad de Salta el 31 de mayo, llegando hasta el río Pasaje. Pero, a partir del 2 de junio, varias divisiones de su ejército fueron derrotadas en sucesivos encuentros parciales, no muy lejos de Salta, obligándolo a retirarse hacia Jujuy.
Poco antes le había llegado la noticia de la revolución de Rafael del Riego y la restauración de la Constitución liberal de 1812. En espera de lo que pudiera sobrevenir, y tras sufrir una nueva derrota en Yala, retrocedió hacia Tupiza. Allí le llegó la orden del rey Fernando VII, ordenando la jura de la Constitución de 1812.
En octubre, mientras se realizaba la jura de la Constitución liberal en el Alto Perú, se conoció en Tupiza que el general José de San Martín había desembarcado el 8 de septiembre en Pisco, y que Álvarez de Arenales se internaba con una división a la sierra.
Inmediatamente, Ramírez Orozco, acompañado de la reserva al mando de Canterac, inició la marcha hacia el Perú, con la mayor parte del ejército. Quedó en el Alto Perú la división de Olañeta, con algunos jefes secundarios como José María Valdez, Francisco Javier Aguilera y Guillermo Marquiegui. Antes de retirarse por completo, hizo un último amago ofensivo, llegando a avanzar algunas leguas sobre la Puna, pero una de sus divisiones fue vencida en Rinconada, en noviembre de 1820, y se retiró al Perú.

## Retorno a España
A comienzos de 1822 la división que mandaba fue incorporada en su mayor parte al ejército del general Canterac, acantonado en Jauja, por lo que considerando ya innecesarios sus servicios el aún general en jefe del ejército del Alto Perú solicitó desde Arequipa al virrey La Serna que este lo relevara del cargo, permitiéndole además trasladarse a la península en compañía de su hijo el capitán Juan Macario Ramírez, para atender su quebrantada salud. Tras agradecer los valiosos servicios prestados a la causa del rey el virrey atendió a su pedido y el general Juan Ramírez, por aquel entonces con 58 años de edad y 38 de servicio en el Perú, se trasladó a España donde falleció en Madrid en 1852. Algunos autores sostienen que el general Ramírez se había retirado del ejército real disgustado por no haber sido consultado sobre la deposición del virrey Pezuela y especialmente por preferir los jefes realistas a un general menos antiguo que él como La Serna para virrey del Perú.

## Información adicional
Durante su servicio en Perú contrajo matrimonio con la limeña María Josefa de Sierra con quien tuvo dos hijos, uno de los cuales, Juan Macario Ramírez de Orozco y Sierra, quien sirvió junto a su padre los últimos años de la guerra, llegó posteriormente a ser capitán de la guardia real en España.
En la obra "Historia de los dos sitios que pusieron á Zaragoza en los años de 1808 y 1809 las tropas de Napoleón", publicada en España en 1830, se consigna como uno de los combatientes al comandante del campo de Gibraltar Juan Ramírez Orozco, desconociéndose si se trata de un caso de homonimia, de la confusión con un pariente cercano o si efectivamente el personaje del que trata el presente artículo estuvo de regreso en España por esas fechas.
| Predecesor: Tnte. Gral. Toribio Montes 1812 - 1816 | Presidente de la Real Audiencia de Quito 1816 - 1819 | Sucesor: Tnte. Gral. Melchor Aymerich 1819 - 1821 |